# John M. Lloyd
John Minchin Lloyd (1835 ou 1836 - 18 décembre 1892) était un ancien policier de Washington, DC, qui joua un rôle clé dans le procès des conspirateurs impliqués dans l'assassinat d'Abraham Lincoln. Arrêté, et accusé de faire partie du complot, il fournit des témoignages qui aidèrent à convaincre les autorités de la culpabilité de Mary Surratt, qui devait devenir la première femme à être exécutée aux États-Unis. 

## Biographie
Lloyd devint policier à la fin des années 1850, mais démissionna en 1862. Deux années plus tard, il déménagea pour aller habiter le hameau campagnard de Surrattsville, dans le comté du Prince George dans le Maryland. En octobre 1864, il loua une taverne locale à Mary Surratt, une veuve, moyennant la somme de 500 dollars US par an, taverne dans laquelle il travailla comme aubergiste, tout en s'occupant de cultiver les terres de Mary Surratt dans le même temps. 
Après l'assassinat de Lincoln le 14 avril 1865, des soldats fédéraux arrêtèrent Mrs Surratt comme devant être l'une des personnages clés du complot. Lloyd fut également arrêté et gardé en isolement maximum, jusqu'à ce qu'il accepte de témoigner contre Mrs Surratt. Il informa le tribunal militaire que les conspirateurs John Surratt, George Atzerodt, et David Herold étaient venus à la taverne et lui avaient demandé de cacher sur les lieux une paire de carabines, des munitions, de la corde, et une clé à molette. C'est ce qu'ils firent, lui et John Surratt, le 13 mars, en dissimulant le paquet sous le toit, au-dessus de la grande salle à manger de l'auberge.
Lloyd impliqua plus tard Mrs Surratt en affirmant qu'elle connaissait l'existence de ces armes. Elle fut condamnée et pendue, principalement du fait du témoignage de Lloyd qui fut lui relâché. Il passa ensuite la plus grande partie de sa vie dans le sud de Washington. 
Lloyd mourut dans le District of Columbia des complications des blessures subies lors d'une chute. Il est enterré au cimetière de Mount Olivet, Washington, DC. L'ironie du sort a voulu que sa tombe soit distante de celle de Mary Surratt de moins de 100 mètres.